# Milagres (Leiria)
Milagres is een plaats (freguesia) in de Portugese gemeente Leiria en telt 2961 inwoners (2001).